# Дмитріївка
Дми́тріївка — пасажирська зупинна платформа Лиманської дирекції Донецької залізниці.
Розташована в м. Костянтинівка, Донецької області. Платформа розташована на лінії Слов'янськ — Горлівка між станціями Костянтинівка (3 км) та Кіндратівка (8 км).
На платформі зупиняються приміські поїзди.